# José Manuel Colmenero Crespo
José Manuel Colmenero (Gijón, 29 de novembre de 1973) és un exfutbolista asturià, que ocupava la posició de migcampista. Va jugar 71 partits en primera divisió, en els quals va marcar 5 gols.

## Trajectòria
Va sorgir del planter del club de la seua ciutat natal, l'Sporting de Gijón, i després de passar pels diferents equips inferiors, debuta amb l'Sporting a Primera la temporada 93/94, tot i que només apareix set minuts sobre el camp. Més o menys semblant passaria les dues següents campanyes, en les quals apareixeria en pocs partits i de suplent (11 entre el 94 i el 96).
L'estiu de 1996 passar al RCD Mallorca, i allí obté la titularitat. Juga 34 partits i el seu equip puja a primera divisió. De nou a Gijón, José Manuel ja gaudeix de minuts amb l'Sporting, tot i que a la temporada 97/98 els asturians perden la categoria. El gijónes acompanya al seu equip a la categoria d'argent, on segueix sent titular.
Per a l'inici de la temporada 99/00, s'enrola al Deportivo de La Corunya, però no disputa de cap minut a Riazor i és enviat a mitja temporada a la SD Compostela de Segona. No compta tampoc per al Depor la temporada 00/01 (encara que ja debuta amb l'equip gallec) i és cedit al CD Numancia. Els sorians estaven a Primera divisió, però perden la categoria. L'asturià, tot i això, marca 5 gols en 28 minuts.
La 02/03 la passa entre la Bundesliga alemanya, a les files del Hannover 96 i el Polideportivo Ejido de Segona Divisió. L'any següent fitxa per l'Elx CF i a l'estiu del 2004 és traspassat al Pontevedra CF, sense que despunte en cap d'ells. A partir d'ací, José Manuel apareix en equips de Segona B i inferiors, com el Marbella (05-06) i el Roquetas (des del 06).